# تلسکوپ ماکزوتوف

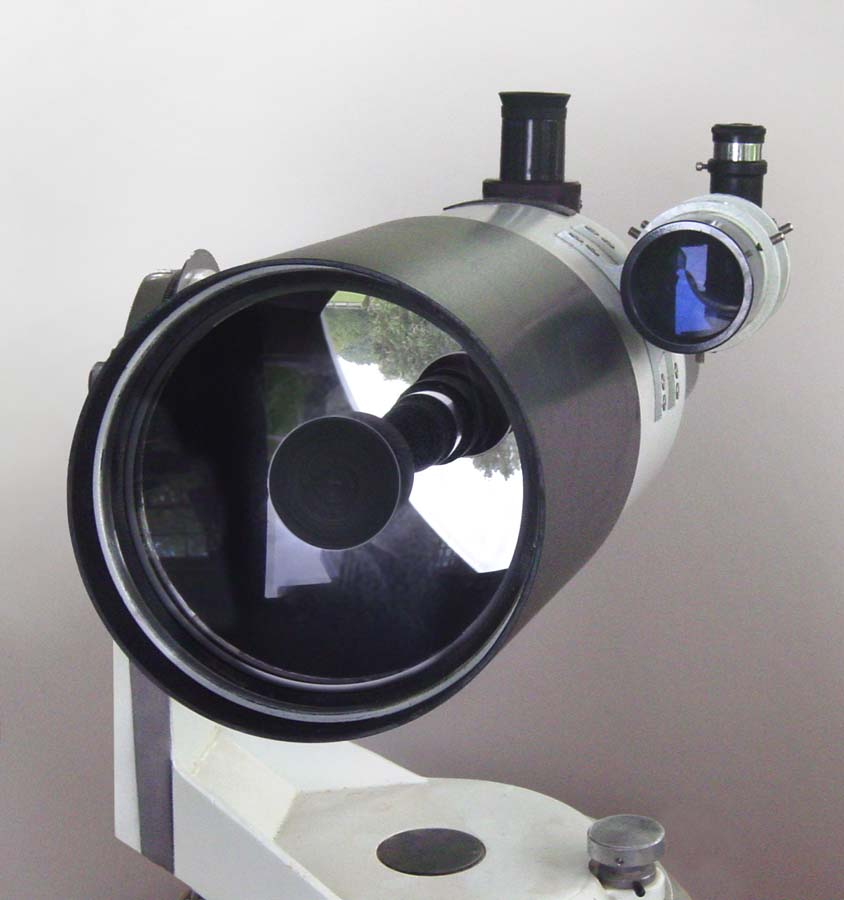
یک تلسکوپ آماتوری ماکزوتوف-کاسگرین با دیافراگم ۱۵۰ میلیمتری.

تلسکوپ ماکزوتوف (انگلیسی: Maksutov telescope)، که "Mak" نیز خوانده می‌شود یک طرح تلسکوپ کاتادیوپتری است که آینه‌ای کروی و «عدسی هلالی کاو» (مینیسک منفی ضعیف) را در طرحی ترکیب می‌کند که از «تقارن کروی» تمام سطوح بهره می‌برد. عدسی منفی معمولاً قطری کامل دارد و در مردمک ورودی تلسکوپ قرار می‌گیرد (که معمولاً «صفحه تصحیح کننده» یا «پوسته اصلاح کننده مینیسک» نامیده می‌شود). این طرح ضمن اصلاح سیستم نوری خارج از محور انحراف رنگی، مشکلات انحراف خارج از محور مانند کما را که در تلسکوپ‌های منعکس کننده وجود دارد، اصلاح می‌کند. این اختراع در سال ۱۹۴۱ توسط اپتیکدان روسی دیمیتری دیمیتریویچ ماکزوتوف ثبت شد. ماکزوتوف طرح خود را بر اساس ایده‌ای که دوربین اشمیت به کار گرفته؛ استفاده از خطاهای کروی لنزهای منفی برای اصلاح خطاهای مخالف در آینهٔ اولیه کروی، بنا نهاد. این طرح معمولاً در بازتابنده کاسگرین، با یک ثانویه یکپارچه، که می‌تواند از عناصر کاملاً کروی استفاده کند، دیده می‌شود که در نتیجه ساخت آن را ساده می‌کند. طرح تلسکوپ‌های ماکزونوف از دههٔ ۱۹۵۰ در بازار اخترشناسی آماتوری عرضه شده‌است.